# Andreas Alamommo
Andreas Alamommo (* 23. Dezember 1998 in Rovaniemi) ist ein ehemaliger finnischer Skispringer.

## Werdegang
Andreas Alamommo startete am 1. und 2. August 2013 in Kuopio zum ersten Mal an zwei Wettbewerben des FIS Cups und wurde hierbei am ersten Wettbewerbstag disqualifiziert und belegte im zweiten Wettbewerb Platz 41. Nach weiteren Starts im FIS Cup debütierte Alamommo ein Jahr später am 16. und 17. August 2014 am selben Ort im Continental Cup und belegte hierbei die Plätze 36 und 32, womit er bei seinem Debüt erste Continental-Cup-Punkte noch verpasste. Die holte er dann am 14. Dezember 2014 beim COC-Springen in Rena, als er den 28. Rang belegte. Beim Europäischen Olympischen Winter-Jugendfestival 2015 in Tschagguns wurde Alamommo im Einzelwettbewerb Sechster und gewann im Teamwettbewerb zusammen mit Niko Löytäinen, Joni Markkanen und Niko Kytösaho die Silbermedaille. Einen Monat später belegte Alamommo bei den Junioren-Skiweltmeisterschaften 2015 in Almaty im Einzelwettbewerb Platz 31 und erreichte im Teamwettbewerb zusammen mit Antti Aalto, Eetu Nousiainen und Juho Ojala den achten Platz.
In der folgenden Saison absolvierte er hauptsächlich Wettbewerbe im FIS- und Continental-Cup. Anfang Januar 2016 stand Alamommo im Rahmen der Vierschanzentournee 2015/16 in Bischofshofen kurz vor seinem Debüt im Weltcup, konnte sich hier jedoch als Letzter klar nicht für den Wettbewerb qualifizieren. Bei den Olympischen Jugend-Winterspielen 2016 in Lillehammer belegte Alamommo im Einzelwettbewerb den geteilten sechsten Rang. Bei den Junioren-Skiweltmeisterschaften 2016 im rumänischen Râșnov erreichte Alamommo im Einzelwettbewerb Platz 25; im Teamwettbewerb belegte er zusammen mit Niko Kytösaho, Eetu Nousiainen und Aapo Lehtinen den achten Platz.
Am 6. August 2016 erfolgte im Schweizerischen Einsiedeln sein Debüt im Grand Prix, bei dem Alamommo den 36. Platz belegte. Im Februar 2017 erreichte er bei den Junioren-Skiweltmeisterschaften in Park City, Utah im Einzelwettbewerb Platz zwölf. Im Teamwettbewerb belegte er zusammen mit Niko Kytösaho, Eetu Nousiainen und Kalle Heikkinen den sechsten Platz.
Im September 2017 errang er mit einem elften Rang in Tschaikowski erstmals einen Punkterang sowie sein bisher bestes Ergebnis im Sommer-Grand-Prix. Für die Weltcup-Saison 2017/18 war Alamommo Teil des finnischen A-Kaders. Am 18. November 2017 gab er beim Mannschaftsspringen in Wisła sein Debüt im Weltcup. Mit Platz elf verpasste die finnische Mannschaft – auch wegen der Disqualifikation von Alamommo aufgrund eines regelwidrigen Anzugs – das Finale jedoch klar. Am Folgetag startete er dann erstmals bei einem Einzelspringen im Weltcup. Als 46. verpasste er aber auch hierbei den zweiten Durchgang. Bei den Junioren-Skiweltmeisterschaften 2018 in Kandersteg belegte er den siebten Platz im Einzel, was sein bestes Einzelergebnis bei der Junioren-WM bedeutete. Mit der Mannschaft wurde er, wie ein Jahr zuvor, Sechster. Alamommo nahm bei den Olympischen Winterspielen 2018 in Pyeongchang teil und startete bei allen drei Wettbewerben. Bei den beiden Einzelwettbewerben überstand er jeweils die Qualifikation, verpasste aber als 38. auf der Normalschanze und als 34. auf der Großschanze zweimal den Finaldurchgang. Beim Mannschaftswettbewerb auf der Großschanze belegte er zusammen mit Janne Ahonen, Jarkko Määttä und Antti Aalto den achten Platz.
Am 10. Februar 2019 erreichte er beim Weltcupspringen in Lahti erstmals den zweiten Durchgang und holte so als 29. seine ersten Weltcuppunkte. Bei den Weltmeisterschaften 2019 in Seefeld in Tirol belegte er von der Normalschanze den 31. Platz, nachdem er von der Großschanze als 51. der Qualifikation den Wettkampf knapp verpasst hatte. Mit der finnischen Männermannschaft belegte er im Mannschaftswettkampf den zehnten Platz.
Im Frühjahr 2022 erklärte Alamommo seinen Rücktritt vom aktiven Sport.

## Statistik

### Weltcup-Platzierungen
| Saison  | Platz | Punkte |
| ------- | ----- | ------ |
| 2018/19 | 73.   | 02     |

### Grand-Prix-Platzierungen
| Saison | Platz | Punkte |
| ------ | ----- | ------ |
| 2017   | 48.   | 33     |
| 2018   | 79.   | 02     |

### Continental-Cup-Platzierungen
| Saison  | Sommer | Sommer | Winter | Winter | Gesamt | Gesamt |
| Saison  | Platz  | Punkte | Platz  | Punkte | Platz  | Punkte |
| ------- | ------ | ------ | ------ | ------ | ------ | ------ |
| 2014/15 |        |        | 133.   | 003    | 170.   | 003    |
| 2015/16 | 067.   | 026    | 093.   | 020    | 098.   | 046    |
| 2016/17 | 046.   | 076    |        |        | 084.   | 076    |
| 2017/18 | 041.   | 060    | 056.   | 070    | 058.   | 130    |
| 2018/19 | 085.   | 010    | 068.   | 063    | 085.   | 073    |
| 2019/20 | –      | –      | 106.   | 002    | 158.   | 002    |
| 2020/21 | –      | –      | 086.   | 008    | 095.   | 008    |